# Équipe d'Inde féminine de basket-ball
Cet article traite de l'équipe féminine. Pour l'équipe masculine, voir Équipe d'Inde masculine de basket-ball.
Maillots
L'équipe d'Inde de basket-ball féminin est la sélection des meilleures joueuses d'Inde de basket-ball. Elle est placée sous l'égide de la Fédération d'Inde de basket-ball.